# Sedam
Sedam is een dorp in het district Gulbarga van de Indiase staat Karnataka. 

## Demografie
Volgens de Indiase volkstelling van 2001 wonen er 31.529 mensen in Sedam, waarvan 51% mannelijk en 49% vrouwelijk is. De plaats heeft een alfabetiseringsgraad van 58%. 